# Maria Verelst
Pour les articles homonymes, voir Verelst.
Maria Verelst, née en 1680 à Vienne et morte en 1744 à Londres, est une femme peintre anglaise du XVIIIe siècle.

## Biographie
Maria Verelst naît en 1680 à Vienne. Elle déménage à Londres à l'âge de trois ans. Selon le RKD elle est la fille et l'élève du peintre hollandais Herman Verelst, la nièce et l'élève de son frère Simon Pietersz Verelst, et la sœur de Cornelis Verelst. Elle étudie la peinture auprès de son père et excelle dans la peinture à l'huile, elle est également connue pour ses miniatures et ses portraits et elle devient professeur de langues. Elle apprend de nombreuses langues différentes telles que le néerlandais et le latin.
Selon Weyerman, elle entend des Hollandais dans un théâtre de Londres parler d'artistes dans leur langue maternelle et elle les corrige. Les messieurs s'excusent et continuent à parler en italien. Elle les corrige à nouveau, et ils continuent en latin en faisant remarquer qu'ils ne seraient plus interrompus dans cette langue. Lorsqu'elle reprend la parole, c'est pour insister sur le fait qu'on ne peut pas interdire aux femmes d'apprendre des langues, malgré le fait qu'elles ne sont pas autorisées à participer à des procédures publiques. Les messieurs sont si impressionnés qu'ils s'informent de son métier et viennent lui rendre visite le lendemain en lui apportant des cadeaux et en commandant leurs portraits.

### Carrière
Selon Waterhouse, les premiers styles de peinture de Verelst ne sont pas répertoriés. Dans les années 1720, elle travaille sous William Aikman et Charles Jervas, mais son style reflète davantage celui de Thomas Hudson dès la décennie suivante. Les paysages et les vêtements informels sont son style de prédilection pour la majorité de ses sujets féminins. Waterhouse note que si son modelage est ferme, sa mise en scène des drapés est simple.
Elle travaille également avec Sir James Thornhill à la même époque. Des peintures murales sont conservées en Angleterre et sont attribuées à un effort commun des deux peintres.

### Arbre généalogique
Pieter Hermansz Verelst (c. 1618-c. 1678)
______________|
______________|__________________________________________________________________________________________________
______________|__________________________|_______________________________________________________________________|
Simon Verelst (1644–1721)______Herman Verelst (1641-1690 ou 1702)___________________________________________John Verelst (1648-1734)
_________________________________________|
_________________________________________|______________________________________
_________________________________________|______________________________________|
________________________________Maria Verelst (1680-1744)_______________Cornelis Verelst (1667-1734)
___________________________________________________________________________________________William Verelst (1704-1752) (fils de Cornelis ou de John)

### Mort
Elle meurt en 1744 à Londres, près de 40 ans après son père, et 20 ans après son oncle. Tous deux étaient des peintres accomplis et ses premiers mentors.

## Œuvres

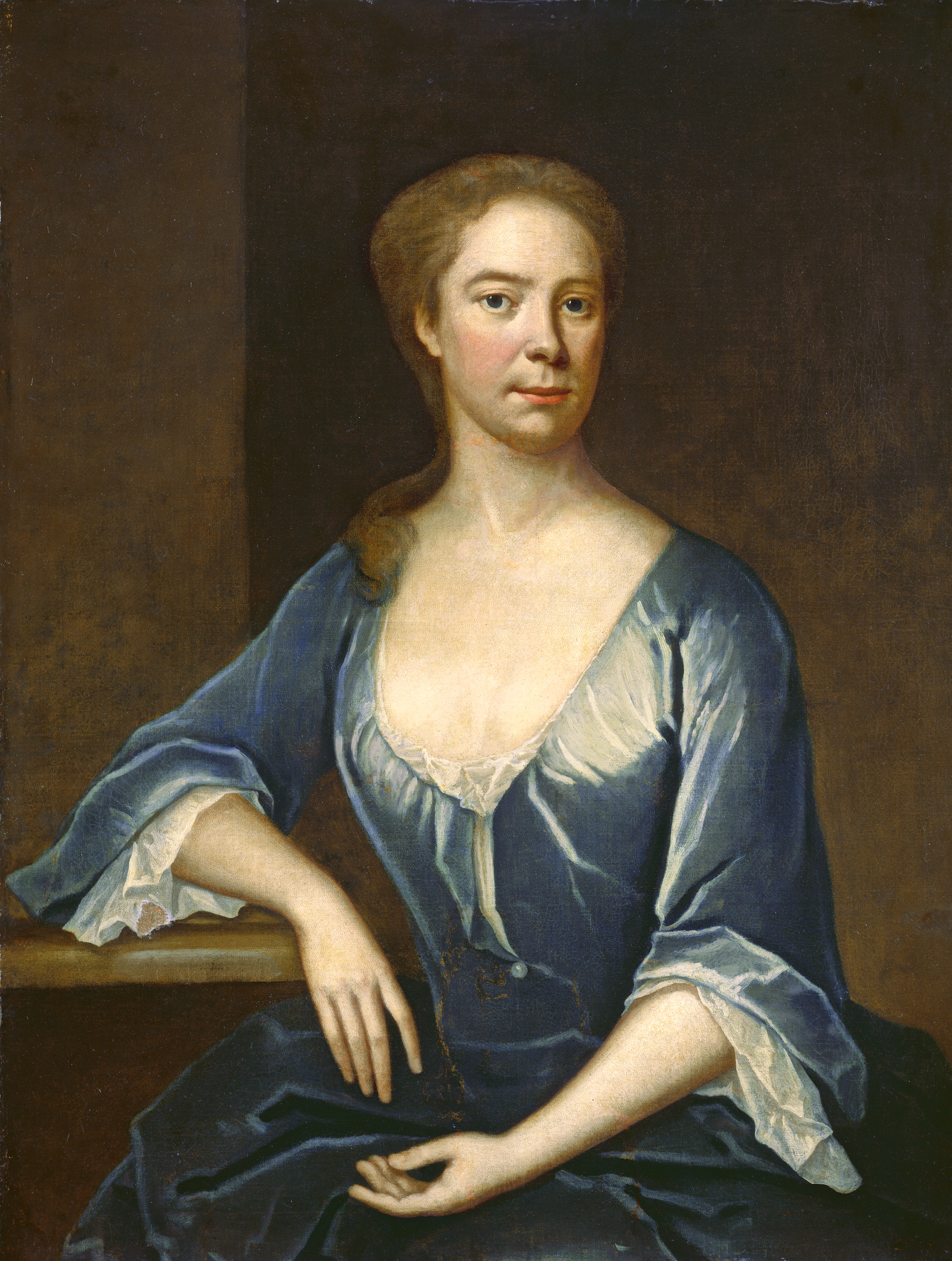
Portrait de dame

Parmi ses œuvres, on peut citer Portrait de Lady Smythe, trois quarts de hauteur, Portrait d'une dame, demi-taille, en robe blanche argentée, Nature morte aux huîtres et aux crabes, Portrait du Duc de Marlborough, Portrait d'une femme, Lady Middleton, Portrait d'une dame en robe jaune assise, avec un paysage boisé au loin, Portrait d'une dame avec un domaine de campagne au loin, et Duc de Chandos dans la loge.